# Meneses de Campos
Meneses de Campos è un comune spagnolo di 134 abitanti situato nella comunità autonoma di Castiglia e León.